# Nemzetek Kupája (női labdarúgás)
A Nemzetek Kupája egy globális meghívásos torna a női nemzeti labdarúgó-válogatottak számára, melyet 2019 óta rendeznek meg Ausztráliában.

## Rendszere
A résztvevőket egy csoportba osztják, melyekben mindegyik csapat egyszer mérkőzik meg ellenfelével. A csoport első helyezettje nyeri meg a sorozatot és érdemli ki a kupát.

## Eredmények
| Év   |              |             |             |             |
| Év   | Győztes      | Második     | Harmadik    | Negyedik    |
| ---- | ------------ | ----------- | ----------- | ----------- |
| 2019 | · Ausztrália | · Dél-Korea | · Új-Zéland | · Argentína |
| 2020 |              |             |             |             |

## A torna gólkirálynői
| - 2019: Csi Szojun (4) |